# Бальцерс
Бальцерс (нім. Balzers) — громада в Князівстві Ліхтенштейн.
Населення 4509 чол. Офіційний код — 7003.
Більша частина комуни розташована на східному березі Рейну. В Бальцерсі є невеликий аеродром для вертольотів (в Ліхтенштейні нема аеропортів).

## Історія і культура

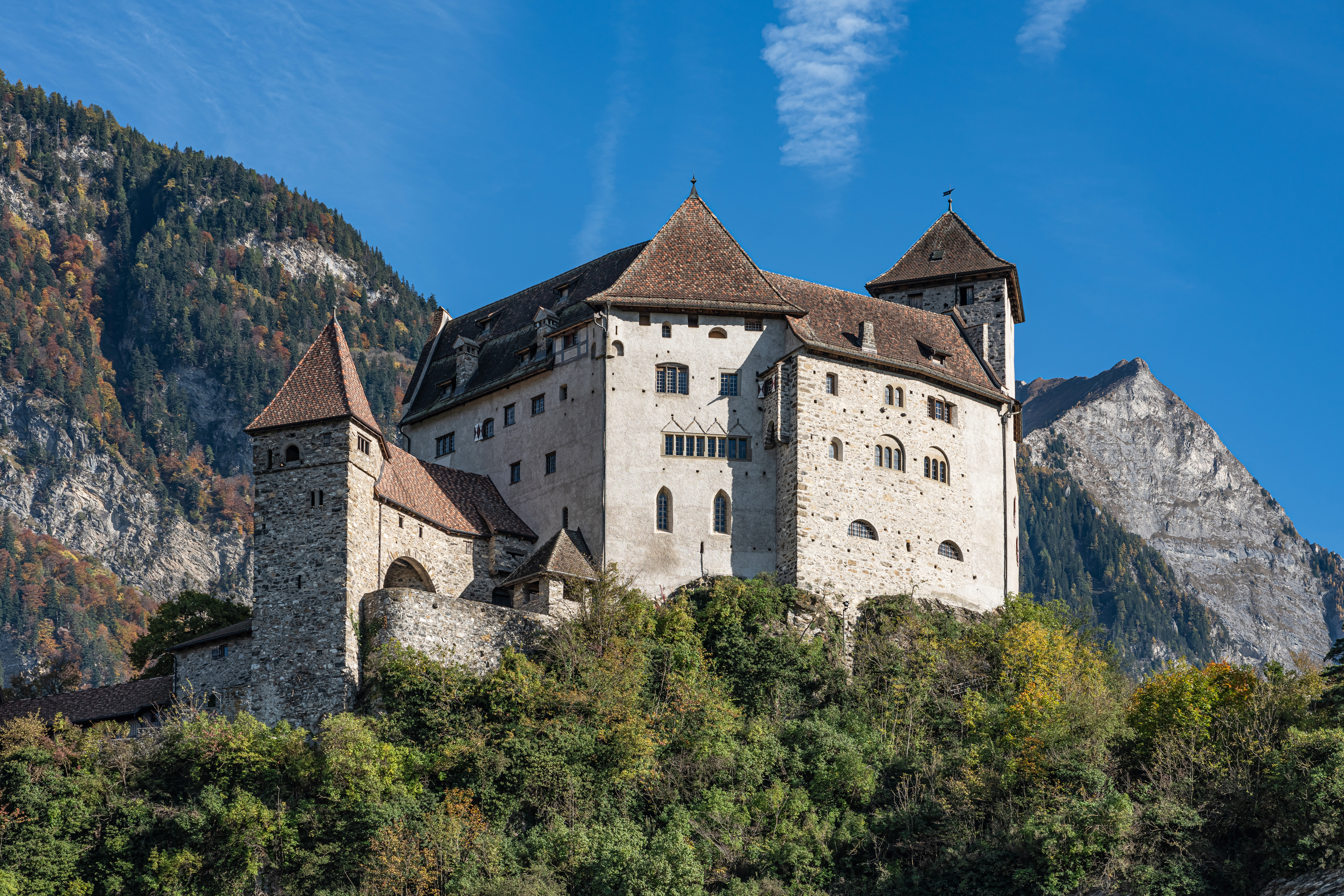
Замок Гутенберг

З давніх часів у комуну входили два села — Бальцерс і Мельс на заході. В культурах двох сіл є незначні розбіжності, що проявляються в деяких звичаях, таких як «Funken» («Іскра») — весняний обряд, що має дохристиянське коріння, він полягає у розпаленні великого вогнища, донині в кожному селі проводиться окремо.

### Пам'ятки архітектури Бальцерса
Замок Гутенберг (нім. Burg Gutenberg) — розташований на території комуни Бальцерс на пагорбі заввишки близько 70 метрів.
На території замку часто проводяться культурні заходи. Як правило, із квітня по жовтень. В інший час замок закритий для широкого відвідування.

## Населення
| Роки      | 1584 | 1850 | 1930 | 1950 | 1975 | 1995 | 2000 |
| Населення | 313  | 1083 | 1347 | 1756 | 3104 | 3954 | 4233 |

## Економіка
Штаб-квартира виробника великого тонкого плівкового покриття, сонячної і вакуумної технології компанії Oerlikon Balzers.

## Спорт у Бальцерсі
У місті базується однойменний футбольний клуб, домашньою ареною клубу є Спортплац Рейнау — один з найбільших стадіонів Ліхтенштейну, який вміщує 2 500 глядачів.

## Мережеві посилання
- Офіційна сторінка

| Ліхтенштейн | Це незавершена стаття з географії Ліхтенштейну. Ви можете допомогти проєкту, виправивши або дописавши її. |